# طب الأسرة
طب الأسرة أو طب العائلة (بالإنجليزية: Family Medicine)‏ هو تخصص طبي يوفر خدمات الرعاية الصحية الشاملة للناس من جميع الأعمار. وهو قسم الرعاية الصحية الأولية الذي يقدم بشكل مستمر وشامل للرعاية الصحية للفرد والأسرة في جميع الأعمار من الجنسين، ويقدم استشارة مبدئية لجميع الأمراض وأعضاء الجسم. يقوم على معرفة المريض بصفة شبه شخصية في إطار الأسرة والمجتمع، مع التركيز على الوقاية من الأمراض وتعزيز الصحة. ووفقا للمنظمة العالمية لأطباء الأسرة (Wonca)، الهدف من طب الأسرة هو توفير رعاية شخصية وشاملة ومستمرة للفرد في إطار الأسرة والمجتمع.

## مبادئ طب الأسرة
1. التركيز على الوقاية والتثقيف الصحي.
2. التركيز على الجمهرة تحت الخطر أي كل العائلة وليس المريض فقط.
3. تقديم رعاية صحية موجهة للمجتمع.
4. القيام بالزيارات المنزلية.
5. التعلم مدى الحياة.

## طبيب الأسرة
طبيب الأسرة هو من يجب الاتصال به قبل غيره في حالة المرض وطلب العلاج. وفي بعض البلدان، من الضروري على كل فرد أن يكون عنده طبيب أسْـرة خاص يتابع أحواله الصحية، ويحوي لديه ملفا طبيا للشخص يضم تاريخه العلاجي (بما في ذلك الأدوية والعمليات والحالات المرضية ونتائج الفحوص الطبية).
إذا مرض شخص، فعليه الاتصال أولا بطبيبه الخاص (طبيب الأسْـرة الخاص)، وهو بإمكانه أن يوفر له الرعاية الطبية الأساسية ويقوم بفحصه ومعاينته وإعطائه العلاج اللازم، وإذا اقتضى الأمر، فإنه يحيله إلى الأطباء المختصين أو المستشفى أو لإجراء الفحوص المخبرية. (استثناء: في مراكز تجمُّـع اللاجئين وطالبي اللجوء، يكون الاتصال الأول في حالة المرض مع المساعد الاجتماعي، وهو يقدم الاستشارة المناسبة. وفي العادة، يوجد طبيب مسؤول عن الكشف والمعاينة على المريض وتقديم العلاج له أو إحالته، إلى حيث تقتضي حالته).
في معظم الأحيان، يكون طبيب الأسرة مختصّا في الطب العام أو الأمراض الباطنية أو طب الأطفال. وعندما يحتاج المريض إلى علاج من نوع خاص أو فحوص مخبرية محددة أو فحوص من نوع معيَّـن أو عرض على طبيب مختص في جزء معيَّـن من الجسم (مثل القلب والدورة الدموية مثلا). فطبيب الأسْرة هو المعني بإحالة المريض وتوجيهه وإرشاده إلى ما هو أفضل له وأنسب، ولا يمنع المريض من الاتصال المباشر بطبيب مختص، فله إن شاء أن يفعل ذلك بنفسه، لكن عليه التأكد من تأمينه الصحي، الذي هو في الغالب لا يغطِّـي أكثر من الرعاية الصحية الأساسية، أي الحدّ الأدنى.
يلزم الاتصال الهاتفي بعيادة الطبيب لتحديد موعد، ويستحسن استحضار عبارات تصف للسكرتيرة التي تردُّ على الهاتف، أعراض المرض ومنذ متى بدأت تظهر تلك الأعراض. وعليك أن تكون شديد الحِـرص على الموعد وعدم التأخر عنه، وحين وصولك إلى عيادة الطبيب، تتوجه إلى موظفة الاستقبال التي تقوم بإرشادك إلى غرفة الانتظار. إذا حصل معك طارئ، بحيث لا يمكنك الالتزام بالموعد، فعليك الاتصال قبل 24 ساعة من الموعد للاعتذار وتغيير الموعد.